# El Farolito Discos
El Farolito Discos es un sello discográfico independiente creado en 1999 por los integrantes del grupo musical Los Piojos para producir sus propios discos. También produjeron discos de artistas internacionales como Amparanoia y Manu Chao.

## Discos
- Ritual - Los Piojos
- Verde paisaje del infierno - Los Piojos
- Huracanes en luna plateada - Los Piojos
- Máquina de sangre - Los Piojos
- Civilización - Los Piojos
- Seguiré caminando - Amparanoia
- La Radiolina - Manu Chao

Remasterizados
- Chactuchac - Los Piojos
- Ay ay ay - Los Piojos
- 3er arco - Los Piojos
- Azul - Los Piojos

## DVD
- Fantasmas peleándole al viento - Los Piojos
- Desde lejos no se ve - Los Piojos